# Sgùrr na Cìche
Der Sgùrr na Cìche (Felsiger Berg der Brust oder brustförmiger Berg auf Gälisch) ist ein 1.040 m (3.412 ft) hoher Berg in Schottland. Er liegt an der Westküste am östlichen Ende der zur Council Area Highland gehörenden Halbinsel Knoydart und westlich des Loch Arkaig. Durch sein gleichmäßiges und spitzes Erscheinungsbild sowie aufgrund seines heute als sexuell anzüglich wahrgenommenen Namens zählt der Berg trotz seiner entlegenen Lage auf Knoydart zu den bekanntesten Munros der westlichen Highlands. Berge mit anzüglichen oder vulgären Namen finden sich wiederholt in den Highlands, andere Beispiele sind der Cac Càrn Beag („Kleine Kothaufen“) oder der Bod an Deamhain („Der Penis des Teufels“). 
Lediglich nach Südwesten besitzt der Sgùrr na Cìche einen langen, fast bis an das Ostende von Loch Nevis führenden Grat, ansonsten fällt sein auffälliger kegelförmiger Gipfel, abgesehen von den hochgelegenen Übergängen zu den benachbarten Gipfeln, nach allen Seiten steil und überwiegend von Felsstrukturen und Schrofen geprägt ab. Dem Sgùrr na Cìche südöstlich benachbart, durch den 845 m hohen Bealach na h-Eangair getrennt, liegt der mit 1.013 m (3.323 ft) etwas niedrigere Munro Garbh Cìoch Mhòr, an den sich östlich der 953 m (3.127 ft) hohe Sgùrr nan Coireachan anschließt. Im Norden schließt sich der 887 m (2.910 ft) hohe Ben Aden an. Durch seine Höhe und freie Lage bietet der Sgùrr na Cìche einen weiten Rundblick über Knoydart und Lochaber.

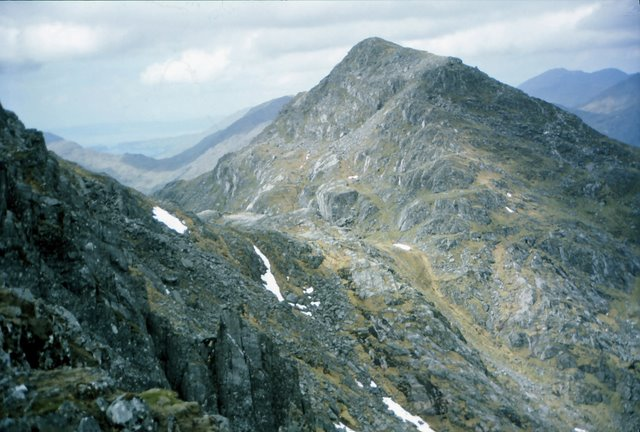
Der Gipfelbereich des Sgùrr na Cìche, vom südöstlich benachbarten Garbh Chioch Mhòr gesehen
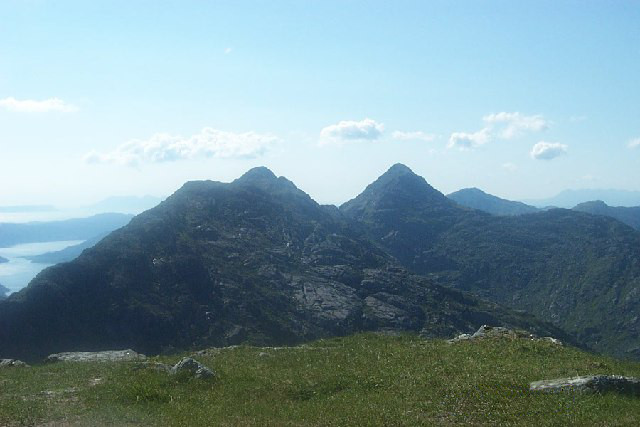
Der Sgùrr na Cìche (rechts) und der Garbh Chioch Mhòr (links), vom östlich liegenden Sgùrr nan Coireachan gesehen
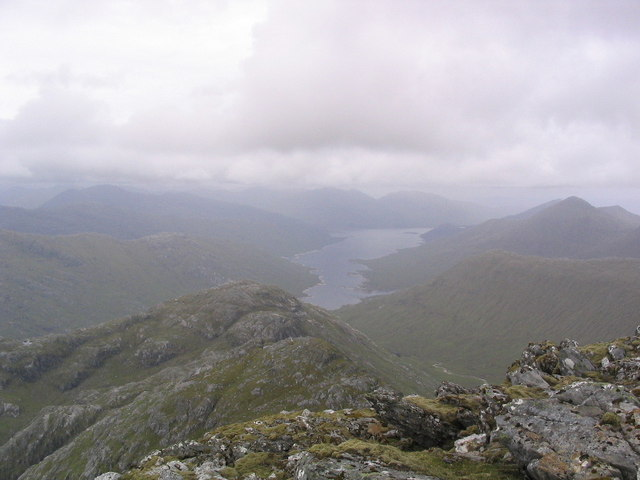
Blick vom Gipfel des Sgùrr na Cìche nach Osten auf Loch Quoich
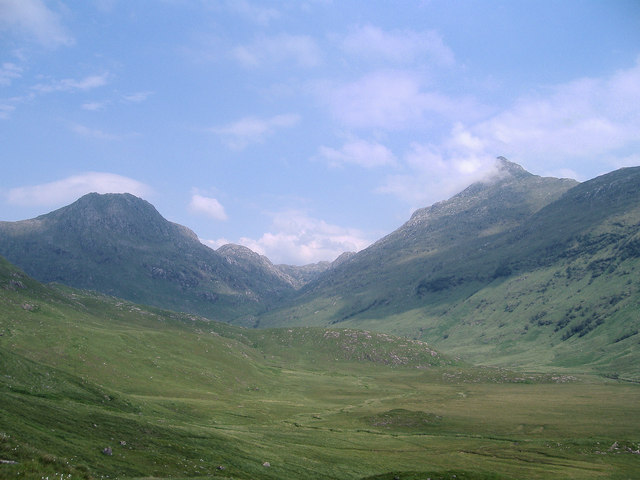
Blick von Westen aus dem Tal des River Carnach auf Sgùrr nach Cìche (rechts) und Ben Aden (links)

Viele Munro-Bagger besteigen den Sgùrr na Cìche gemeinsam mit den benachbarten Munros. Erreichbar sind die Gipfel um den Sgùrr na Cìche von Knoydart nur über lange Zustiege durch unwegsames Gelände von Inverie entlang der Südküste von Knoydart über Camusrory. Dort kann die Bothy Sourlies als Ausgangspunkt genutzt werden, eine Besteigung des Sgùrr na Cìche ist sowohl über den Südwestgrat als auch durch das zum Sattel zwischen Sgùrr na Cìche und Garbh Chioch Mhòr führende Coire na Ciche möglich. Von Spean Bridge ist der Berg über eine schmale single track road entlang von Loch Arkaig in das obere Glen Dessarry bis zur kleinen Ansiedlung Strathan erreichbar, von dort sind etwa sechs Stunden Gehzeit durch teilweise wegloses Gelände erforderlich. Die Besteigung kann auch mit einer Gratüberschreitung über den Sgùrr nan Coireachan und den Garbh Chioch Mhòr kombiniert werden. Der Sgùrr na Cìche ist in seinem Gipfelbereich sehr felsig und von Blockhalden durchsetzt, eine Besteigung ist daher eine anspruchsvolle Bergtour. 